# Zespół dworski w Sieciechowicach
Zespół dworski w Sieciechowicach – zespół dworski znajdujący się w Sieciechowicach, w gminie Iwanowice, w powiecie krakowskim.
Dwór wraz z parkiem, został wpisany do rejestru zabytków nieruchomych województwa małopolskiego.
Obok nieistniejącego już drewnianego, pochodzącego z XVIII w. dworu, wybudowano w ostatnim dwudziestoleciu XIX w. piętrowy budynek nakryty dachem polskim.
Pod koniec XVIII w. wieś należała do wojskiego krakowskiego Antoniego Bobrownickiego. W XIX w. i na początku XX w. była własnością rodu Kęszyckich. Od końca lat 20. XX w. mniejsza część majątku (339 ha) należała do sukcesorów Heleny Kęszyckiej (1838–1907), a większa (900 ha) do Stanisława Reya (1894–1971).
W czasie II wojny światowej, administratorem większej części był Leon Krzeczunowicz (1901–1945), uczestnik walk o Lwów w 1918 roku, współzałożyciel paramilitarnej organizacji Uprawa, aresztowany przez gestapo, zamordowany w obozie Dora w Turyngii 19 marca 1945 roku.
Po wojnie majątek znacjonalizowano. Pomieszczenia dworskie wykorzystywano kolejno jako szkoła podstawowa, lecznica dla zwierząt oraz przedszkole.
Okalający dwór park krajobrazowy składał się z części przeznaczonej do nauki jazdy konnej, warzywnika oraz części ze stawami.